# هیروماسا تاناکا (بازیکن فوتبال)
هیروماسا تاناکا (ژاپنی: 田中 宏昌؛ زادهٔ ۱۸ آوریل ۱۹۹۵) یک بازیکن فوتبال اهل ژاپن است.
از باشگاه‌هایی که در آن بازی کرده‌است می‌توان به باشگاه فوتبال فاگیانو اوکایاما اشاره کرد.